# Bénin aux Jeux olympiques d'été de 2012
Le Bénin participe aux Jeux olympiques d'été de 2012 à Londres au Royaume-Uni du 27 juillet au 12 août 2012. Il s'agit de sa 10e participation à des Jeux d'été.

## Athlétisme
Légende
- Note : le rang attribué pour les courses correspond au classement de l'athlète dans sa série uniquement.
- Q = Qualifié pour le tour suivant
- q = Qualifié au temps pour le tour suivant (pour les courses) ou qualifié sans avoir atteint les minima requis (lors des concours)
- NR = Record national
- N/A = Tour non-disputé pour cette épreuve

Hommes
| Athlète          | Épreuve | Séries   | Séries | Demi-finales | Demi-finales | Finale       | Finale       |
| Athlète          | Épreuve | Résultat | Rang   | Résultat     | Rang         | Résultat     | Rang         |
| ---------------- | ------- | -------- | ------ | ------------ | ------------ | ------------ | ------------ |
| Mathieu Gnanligo | 400 m   | DNF      | DNF    | Non qualifié | Non qualifié | Non qualifié | Non qualifié |

Femmes
| Athlète           | Épreuve     | Séries   | Séries | Demi-finales  | Demi-finales  | Finale        | Finale        |
| Athlète           | Épreuve     | Résultat | Rang   | Résultat      | Rang          | Résultat      | Rang          |
| ----------------- | ----------- | -------- | ------ | ------------- | ------------- | ------------- | ------------- |
| Odile Ahouanwanou | 100 m haies | 14 s 76  | 7      | Non qualifiée | Non qualifiée | Non qualifiée | Non qualifiée |

## Boxe
Le Bénin a qualifié un boxeur.
Homme
| Athlète       | Épreuve      | 16e de finale       | 8e de finale        | Quart de finale     | Demi-finale         | Finale              | Finale       |
| Athlète       | Épreuve      | Adversaire Résultat | Adversaire Résultat | Adversaire Résultat | Adversaire Résultat | Adversaire Résultat | Rang         |
| ------------- | ------------ | ------------------- | ------------------- | ------------------- | ------------------- | ------------------- | ------------ |
| Shafiq Chitou | Poids légers | Ahmed Mejri 9 - 16  | Non qualifié        | Non qualifié        | Non qualifié        | Non qualifié        | Non qualifié |

## Judo
Le Bénin a 1 judoka invité.
| Athlète           | Épreuve               | 1/32 de finale         | 1/16 de finale      | 1/8 de finale       | Quart de finale     | Demi-finale         | Repêchage 1         | Repêchage 2         | Finale              | Finale       |
| Athlète           | Épreuve               | Adversaire Résultat    | Adversaire Résultat | Adversaire Résultat | Adversaire Résultat | Adversaire Résultat | Adversaire Résultat | Adversaire Résultat | Adversaire Résultat | Rang         |
| ----------------- | --------------------- | ---------------------- | ------------------- | ------------------- | ------------------- | ------------------- | ------------------- | ------------------- | ------------------- | ------------ |
| Jacob Nel Gnahoui | Moins de 60 kg hommes | L Paischer D 0000–0100 | Non qualifié        | Non qualifié        | Non qualifié        | Non qualifié        | Non qualifié        | Non qualifié        | Non qualifié        | Non qualifié |

## Natation
Le Bénin a obtenu une place pour l'universalité de la part de la FINA.
Hommes
| Athlète            | Épreuve         | Série   | Série | Demi-finales | Demi-finales | Finale       | Finale       |
| Athlète            | Épreuve         | Temps   | Rang  | Temps        | Rang         | Temps        | Rang         |
| ------------------ | --------------- | ------- | ----- | ------------ | ------------ | ------------ | ------------ |
| Wilfried Tevoedjre | 50 m nage libre | 29 s 77 | 58    | Non qualifié | Non qualifié | Non qualifié | Non qualifié |